# 이공수 (14세기)
이공수(李公遂, 1308년 12월 24일 ~ 1366년 5월 1일)는 고려 후기의 문신이다. 언부전서(讞部典書) 이행검(李行儉)의 손자로 본관은 익주(益州)이다.

## 생애

### 공민왕 이전
고려 충혜왕 복위 원년(1340년) 낭장 겸 감찰규정(郎將 兼 監察糾正)으로써 지공거 김영돈과 동지공거 안축이 주관하는 과거에서 급제하였으며 충혜왕 복위 2년(1341년) 전의주부(典儀注簿)에 임명되었고 여러 번 옮겨 전교부령(典校副令)이 되었으며, 충목왕(忠穆王) 때 지신사(知申事)와 감찰대부(監察大夫)를 지냈다. 충목왕이 즉위한 해(1344년) 6월 서연을 설치하고 신료들에게 날마다 교대로 시독할 것을 명하였는데, 당시 우부대언이었던 이공수 역시 포함되어 있었다.
당시 환관 김용장(金龍藏)의 연줄로 대언(代言)이 된 김용겸(金用謙)이 김용장의 조카인 대경(大卿) 곽윤정(郭允正)을 시기하여 김용장을 설득해 곽윤정을 파직시키고 그의 재산까지 빼앗은 것이 곽윤정에 의해 고발되어 탄핵되었는데, 왕이 팔관회(八關會) 도중에 김용겸을 불러오게 명하자 이공수가 탄핵을 받은 사람은 조정의 반열에 나란히 설 수 없다며 반대하였고, 녹사(錄事) 김용기(金龍起)가 음죽별감(陰竹別監)으로 있으면서 백성들의 재물을 빼돌린 것이 발각되어 국문을 받는 와중에 지평(持平) 최안소(崔安沼)에게 "너도 옛날 음죽(陰竹)에 있으면서 백성에게 거두어들인 것이 많았지 않느냐? 도둑이 도둑을 다스리겠다는 거냐?"라고 비방하였고, 충목왕이 김용기를 석방하라고 명하자 이공수는 김용기를 석방하면 사람들에게 도둑질을 권장하는 꼴이라며 말렸지만 왕은 듣지 않았다.
충목왕 4년(1348년) 정월 다시 광정대부 판밀직사사(匡靖大夫 判密直司事)에 승진되었고, 4월 원나라 수도에 들어가 천수성절(天壽聖節)을 하례하고, 6월에 감찰대부를 겸하게 되었다. 7월에 감찰장령(監察掌令) 송천봉(宋天逢)이 평리 전윤장(全允臧)을 탄핵했다가 거꾸로 전윤장의 참소로 초도(草島)의 구당사(勾當使)로 내쳐지게 되었는데, 당시 대간들이 모두 이에 반대하고 송천봉의 복직을 요청하며 사직하는 가운데, 이공수 역시 정당문학 신맹과 함께 극구 간언하여 송천봉은 초도구당사에서 광양감무(光陽監務)로 고쳐 임명되게 되었다.
공민왕(恭愍王)이 즉위한 해에 정당문학에 임명되었으며, 첨의평리(僉議評理)에 임명되었고 찬성사(贊成事)로 승진하였다. 공민왕 1년(1352년) 감찰어사 이연종(李衍宗)과 함께 정당문학으로써 조일신을 탄핵하였다. 공민왕 4년(1355년) 2월 지공거로써 동지공거인 밀직제학 안보와 함께 진사시를 주관하여 안을기(安乙器) 등 33명에게 급제를 주었다. 이 해에 정동행성도사(征東行省都事)에 임명되어 원에 사신으로 갔으며, 얼마 되지 않아 관직을 사직하였다. 이에 삼중대광(三重大匡)으로 승진하고 익산부원군(益山府院君)으로 봉하였다.

### 홍건적의 난에서 최유의 난까지
원의 각지에서 일어난 농민 반란군인 홍건적이 고려로 쳐들어오기 직전, 고려 조정은 이공수와 호부상서 주사충, 환관 방도적을 원에 보내 홍건적의 정세를 살피게 하였는데, 이들은 탕참에 이르러 길이 막혀서 돌아와야 했다. 왕은 "죽어도 물러서지 말라"며 그들을 거듭 다시 가도록 했지만, 심양에 다다라서 몇 달 지나지 않아 연경까지는 가지 못하고 돌아올 수 밖에 없었다. 공민왕 10년(1361년) 홍건적에 대한 방비로 평양 근교의 죽전(竹田)에 주둔하였으며, 개경이 수복된 뒤인 공민왕 11년(1362년) 3월 1일 정미에 참정 황상, 추밀원사 김희조 등과 함께 개경을 지켰다.
홍건적의 난이 평정되고 개경이 수복된 뒤에 이공수는 다른 재상들과 함께 개경의 복구에 진력하였다. 목은 이색이 쓴 이공수의 묘지명에는 이때 그의 행적에 대하여 "공이 명을 받고 와서 인재와 일의 완급을 헤아려 방략을 지시하였다. 조정에는 정치가 폐지된 것이 없었다. 근로하는 자에게 그 노고를 보상하고, 돌아온 자에게 안집할 수 있도록 양식과 종자를 나누어 주어 들에는 노는 백성이 없었다. 종묘의 제사를 받들고 또 선성(先聖)과 선사(先師)에게 제사를 드리고 생도들을 국고의 양곡으로 먹여 내외의 학교가 다 넉넉하여 도로써 예절과 풍속을 이루고 인재를 양육하였다. 대개 창칼을 버리고 예의를 강론하고, 말을 쉬게 하고 도를 논하는 의리가 깊어져 얻음이 있었다."라고 적고 있다.
공민왕 12년(1363년) 3월 2일 임인 찬성사로써 원에 파견되었다. 당시 원에 체류하고 있던 고려인 최유(崔儒)가, 자신과 마찬가지로 공민왕에 대해 기철이 제거된 데에 대한 원한이 있던 기황후(奇皇后)를 부추겨, 원 순제가 공민왕을 고려왕에서 폐위하고 대신 원에 체류하고 있던 고려의 왕족 덕흥군(德興君)을 새로운 고려왕으로 추대하였다. 이에 이공수는 왕명으로 밀직제학 허망(許綱)과 함께 이 문제를 해결하기 위하여 원에 사신으로 가게 되었는데 가는 길에 서경(평양)에서 태조의 원묘(原廟)에 참배하고, "우리 왕이 복위할 수 없다면 나는 죽어도 고국으로 돌아오지 않을 것이다"라고 맹세하고 원으로 향하였다. 원 순제의 황후인 기황후의 외가 인척이기도 했던 이공수는 원의 수도인 대도에 도착해서 원의 황후 및 태자에게 환대를 받았고, 4월 3일 흥성궁(興聖宮)에서, 전서원사(典瑞院使) 울제이투(完澤篤)의 환영 연회를 받았다. 이어 황후가 특별히 이공수를 위해 연회를 베푼 자리에서 이공수는 "주(周)의 강원(姜嫄)과 임사(任姒)는 성인을 길러 교화의 기초를 닦았고 주가 중간에 쇠퇴하자 강후(姜后)는 처벌을 자청하여 선왕(宣王)이 중흥하게 되었습니다. 포사(褒姒) · 달기(妲已) · 여치(呂雉) · 측천무후(則天武后)는 종사(宗社)를 뒤엎고 제사를 끊어놓았습니다. 아름다움과 추함이 확연하여 후세에 귀감이 되고 있습니다. 우리나라는 대조(大朝, 원)의 융신(戎臣)으로 이미 형제 관계를 맺었고 천자께서도 또한 사위와 장인의 사이로 정해주셨으니, 고기와 물이 서로 만난 듯이 100여 년을 지냈습니다. 더구나 지금 황후께서는 주의 임사와 같으시니 삼한(三韓)의 행복입니다. 지금 왕께서 황실에 충성하고 적을 미워하여 나라를 위한 공훈을 세웠으니 마땅히 상을 주어 사방에 보여줌으로써 장수들을 격려해야 할 것입니다. 어찌하여 사사로운 감정을 풀어 공평한 도리를 버리려 하십니까? 병신년(1356년)의 참화는 사실 우리 가문이 번성하고 있을 때 제대로 자중하지 못하여 그렇게 된 것일 뿐이고 왕(공민왕)의 죄는 아닙니다. 허물을 반성할 줄 모르고 공이 있는 우리 임금을 폐위하시니 훗날 반드시 천하의 웃음거리가 될 것입니다. 바라건대 황제께 잘 아뢰어 우리 임금을 복위시키시고 간신들을 쫓아버리십시오."라고 기황후를 설득하였으나, 기황후는 듣지 않고 이공수에게 덕흥군을 받들고 고려로 돌아가도록 하였다.
당시 원에 체류하던 고려인 가운데는 덕흥군을 왕으로 받들며 그에게 관직을 받고 귀국을 택하는 자도 있었으나, 이공수는 기황후와 태자가 강요하는 앞에서 "이 노신(老臣)이 목의 피로써 덕흥군의 수레에 뿌리지는 못할 망정 어찌 이를 참고 따를 수 있겠습니까?"라면서 자신의 병을 핑계로 체류하기를 요청하였으며, 원은 마침내 교서를 내려 고려인으로서 조정에 있는 자는 이공수를 제외하고 모두 덕흥군을 따라가라 하였다.
4월 21일 원의 태상예의원사(太常禮儀院使)직을 제의받았으나, 다음날 이공수는 원의 조정에 들어가 "신은 궁벽한 땅에서 태어나고 자라서 중국말에 익숙하지 못하고 중국 예절을 익히지 못하였으니, 어찌 감히 총애를 무릅쓰고 비난을 받겠습니까? 하물며 지금 장수가 밖에 포진하고 있는데도 공이 있는 자에게 상을 주지 않았으니, 신은 천하가 폐하를 비난하지 않을까 두렵습니다."라며 사양하였으나, 원 조정이 이를 들어주지 않아 이공수는 그 자리를 맡게 되었고, 27일에 부임하자, 자정원(資政院)에서 명령을 받들어 음식을 성대하게 베풀어 동료들에게 향응하였다. 마침 원의 태묘에서 크게 제사를 지냈는데, 이공수가 태상경(太常卿)이 되어 예(禮)를 지키고 어김이 없어 사람들로부터 칭송을 받았고 원 조정은 이공수의 3대조 부모까지 관직을 추증하였다고 한다.
한편 요양(遼陽)에 다다른 덕흥군에게 그를 호종하던 최유가 이공수가 대도에 아직 머무르고 있으니 혹시라도 그로 인해 황제와 황후의 마음이 바뀔 위험이 있다며, 토루테무르(禿魯帖木兒)와 박불화(朴不花)에게 뇌물을 주어 이공수의 귀국을 원 조정에 요청해 허락을 받아내고자 하였다. 이공수가 이를 알고 서장관(書狀官) 임박(林樸)에게 "나는 이미 부모가 없고 또 후사도 없으며 지위 또한 높이 올랐으니 어찌 다시 터럭만큼이라도 남에게 기댈 뜻이 있겠는가? 마땅히 머리를 깎고 산에 들어가더라도 결코 그를 따르지 않겠다."라고 하였는데, 토루테무르 등이 입궐하여 이공수의 귀국을 아뢰었으나 황제는 따르지 않았다.
7월에 보루테무르(孛羅帖木兒)가 군사를 이끌고 대도로 들어와 최유에 호의적이던 승상 초스간(搠思監)을 내쫓고 자신이 승상이 되어, 어사대부 토겐테무르(禿堅帖木兒)를 대신(臺臣)으로 삼아 원의 국정을 쥐었다. 이때 토겐테무르와 평장(平章) 로디샤(老的沙)가 "고려의 왕이 공이 있고 아무 죄가 없는데도 소인들에게 곤욕을 당하고 있으니 이를 먼저 다스려야 한다"고 주장하여, 원 순제는 조서를 내려 공민왕의 왕위를 회복시키고 원으로 도망쳤던 최유는 붙잡아 고려로 보냈다. 이때에 이르러서야 이공수도 자신의 귀국을 청했고, 육로로 10월 25일 개경에 도착하여 사신으로써 복명하였다. 앞서 고려에서는 이공수를 도첨의좌정승 판군부사사(都僉議左政丞 判軍簿司事)에 임명하였는데 앞서 귀국한 통역관 이득춘(李得春)이 덕흥군이 이공수를 우정승(右政丞)에 임명하였다고 거짓을 아뢰어 파직되었었다. 덕흥군과 최유가 거느린 원의 군대가 최영 · 이성계가 거느린 고려군에 패배한 뒤 이공수는 홍순(洪淳) · 허강 · 이자송(李子松) · 김유(金庾) · 황대두(黃大豆) · 장자온(張子溫) · 임박 등과 함께 글을 써서 대나무 지팡이 속에 넣고 몰래 하인 정량(鄭良)과 송원(宋元)을 보내어 남루한 옷을 입고 거지의 모습을 하게 하여 지름길로 "최유가 다시금 대군을 일으켜 우리나라로 가려고 모의하고 있으니, 덕흥군이 이미 패배하였다고 안심하지 말고 신중히 대비해야 한다"고 고려 조정에 아뢰게 하였고, 이때에 와서야 앞서 이득춘이 했던 말이 거짓임이 밝혀져, 공민왕이 이공수를 영도첨의(領都僉議)에 임명하고 벽상삼한삼중대광(壁上三韓三重大匡) 우문관대제학(右文館大提學) 감춘추관사(監春秋館事)에 추충수의동덕찬화공신(推忠守義同德贊化功臣) 칭호를 하사하여 표창하였다.
이공수가 귀국하였을 당시 고려에서는 대대적으로 국학(國學)을 수리하고 있었는데, 이공수가 이 소식을 듣고 원 순제가 하사한 금대(金帶)를 풀어서 그 비용에 보탰다.

### 만년
공민왕 14년(1365년) 3월 11일에 왜구가 고려 왕실의 능침인 창릉(昌陵)으로 쳐들어 와서 세조(世祖)의 어진을 훔쳐가는 사태가 벌어지자 21일에 이공수가 왕명으로 창릉으로 가서 세조의 위판을 다시 안치하였다.
5월에 공민왕의 사부가 된 신돈(辛旽)이 정권을 잡은 뒤에 이공수는 스스로 두문불출하면서 조정에 나오지 않았는데 신돈은 그를 익산부원군(益山府院君)으로 봉해 정치 실권을 빼앗았다.
공민왕 15년(1366년) 사망하였다. 향년 59세. 왕이 애도하면서 관비(官費)로 장사를 치르도록 명령하고 시호를 문충(文忠)이라고 하였으며 24일에 덕수현의 별장 서쪽 기슭에 안장하였다.
우왕 2년(1376년)에 공민왕의 묘정(廟庭)에 배향되었다.

## 관직 연혁
- 충혜왕 복위 1년(1340년) - 감찰규정(監察糾正)[2]
- 충혜왕 복위 2년(1341년) - 전의주부(典儀注簿), 성균직강[1]
- 충혜왕 복위 3년(1342년) - 봉선대부 성균사예 예문응교 지제고[1]
- 충혜왕 복위 4년(1343년) - 봉상대부 전교부령(典校副令)[1], 춘추관수찬관
- 충목왕 즉위년(1344년) 6월 을묘 이전 - 우부대언
- 충목왕 원년(1345년) 1월 22일 정미 - 지신사(知申事)[1], 정방제조[17][1]
- 충목왕 원년(1345년) 겨울 이후 - 전리판서(典理判書)[1]
- 충목왕 2년(1346년) - 감찰대부[1]
- 충목왕 3년(1347년) 7월 - 밀직부사[1]
- 충목왕 4년(1348년) 정월 - 광정대부 판밀직사사(匡靖大夫 判密直司事)[1]
- 충목왕 4년(1348년) 6월 - 감찰대부 겸임[1]
- 충정왕 원년(1349년) 윤7월 10일 기사 - 판밀직사사
- 충정왕 원년(1349년) 10월 1일 무자 - 정당문학
- 충정왕 3년(1350년) - 정당문학[1]
- 공민왕 즉위년(1351년) 11월 29일 을해 - 정당문학
- 공민왕 원년(1352년) 윤3월 - 첨의평리(僉議評理)[2] 겸 감찰대부[1]
- 공민왕 원년(1352년) 10월 6일 - 삼사우사(三司右使)[18]
- 공민왕 2년(1353년) 1월 19일 - 도첨의(都僉議)[1] 찬성사(贊成事)[19]
- 공민왕 4년(1355년) - 정동행성도사(征東行省都事)[1]
- 공민왕 10년(1361년) 11월 13일 경신 이전 - 평장사
- 공민왕 11년(1362년) 6월 - 찬성사, 판판도사사 예문관대제학 지춘추관사(判版圖司事 藝文館大提學 知春秋館事)[1]
- 공민왕 12년(1363년) 4월 18일 정사 ~ 5월 25일 계사 - 좌정승[11]
- 공민왕 13년(1364년) 10월 17일 정미 - 영도첨의[13]
- 공민왕 14년(1365년) 6월 3일 경인 - 익산부원군

## 인물
- 《고려사》에는 이공수는 총명하고 신중하여 터럭만큼이라도 함부로 재물을 주고받지 않았고, 일을 처리할 때는 강직하고 의연하여 어떠한 상황에서도 막히지 않았다. 풍류(風流)가 우아하여 조용히 초야의 흥취를 즐겼다. 별서(別墅)를 덕수현(德水縣)에 두고 남촌선생(南村先生)이라 자칭하였으며, 두건[幅巾]과 명아주 지팡이 차림으로 유유자적하게 지냈다고 한다.
- 어머니를 일찍 여의고 자부(姉夫)인 전공의(全公義, 묘지명에는 전사의(全思義))의 집에서 자랐으며 현달한 이후로는 전공의를 아버지와 같이, 누이를 어머니와 같이 섬겼으며,[2] 그들의 사후에는 제사까지 자신이 받들었다고 한다.[1]
- 공민왕 11년(1362년) 홍건적의 난으로 파괴된 개경의 복구에 힘썼는데, 당시 여러 능전(陵殿)의 관리직을 보충하는데 개경에 있던 다른 재상들은 능전 관리직에 그들의 친척들을 천거하였으나, 이공수만은 "나라에서 그러한 명령을 내린 것이 어찌 우리 자손 · 동생 · 조카들을 위한 것이겠느냐?"며 한 사람도 추천하지 않았다고 한다.
- 원에 사신으로 가서 원으로부터 태상예의판서로 제수되었는데, 하루는 원의 태자가 황제의 명령으로 이공수를 불러 만수산(萬壽山)의 광한전(廣寒殿)에 올랐다가 전각의 액자에 쓰인 '인지(仁智)'의 뜻을 묻자 이공수는 "백성을 사랑하는 것을 인(仁)이라 하고, 사물을 분별하는 것을 지(智)라고 합니다. 제왕이 이를 써서 세상을 다스리면 태평을 이룰 수 있습니다.”라고 하였다. 태자가 다시 광한전의 금옥(金玉)으로 장식한 기둥을 가리키면서 "노인장은 일찍이 이걸 본 적이 있습니까?"라고 하자 이공수는 말하기를 "제왕이 정사를 펴면서 인을 베풀면 거처하는 집이 비록 썩은 나무라도 쇠나 돌보다 견고합니다. 그렇지 않으면 금과 옥이라도 도리어 썩은 나무보다 못합니다."라고 하였다. 광한전을 나와서 광한전에서 나와서 태자태사 왕가노(王家奴)와 태자소보 백살리(伯撒里) 다음 자리에 이공수를 앉게 하고, 첨사(詹事) 독로첩목아(禿魯帖木兒)가 서서 비파(《고려사》 이공수전에는 거문고)를 타는데, 태자가 이를 받아서 켜다가 곡을 제대로 연주하지 못하고 "오랫동안 연습하지 않았더니 잊어버렸습니다."라고 하자 이공수가 "백성 걱정하는 마음을 잊지 말아야 할 뿐이지, 거문고의 한 두 곡조 잊어버린들 무슨 해가 되겠습니까?"라고 하였다. 황제가 태액지(太液池)에서 뱃놀이를 하다가 태자로부터 이 일을 전해 듣고 "짐은 본래 그 늙은이의 현명함을 알고 있었다. 네 외가(外家)에는 오직 이 한 사람뿐이다."라고 하였다고 한다.[1]
- 하루는 황후가 오빠 기철(奇轍)이 참화를 당한 이유를 물으니 이공수가 말하기를, "재물을 탐하여 원망을 모으면 화를 면하는 자가 드뭅니다. 형세가 심하여 그렇게 된 것이고 왕의 마음은 아닙니다."라고 하였는데, 기황후를 섬기던 고려인 환관 박불화가 몰래 황후에게 "이공수는 자기 임금만 위하는 자인데 어찌 그의 친척을 생각하겠습니까?"라고 일렀고, 황후는 이로 인해 오랫동안 불러 보지 않았다.[1]
- 최유의 난이 평정되고 연경에서 고려로 귀국할 때 연경(燕京)의 제화문(齊化門)을 나서자 하인을 시켜 피리를 불게 하면서 말하기를, “천하의 즐거움이 다시 이보다 더한 것이 있겠는가?”라고 하였다. 도중에 말이 지치자 이공수의 하인이 화살을 가지고 콩 한 단을 사 와서 말에게 먹였는데, 이공수가 "뭐하러 가난한 백성의 먹을거리를 빼앗느냐?"라고 하인을 질책하면서 굳이 면포(綿布)를 잘라서 콩 값을 치렀다. 여산참(閭山站)에 이르렀을 때에도 사람은 없고 곡식이 들에 쌓여 있었는데, 종자(從者)가 또 가져다가 말을 먹였다. 이공수는 이에 곡식 한 단 값이 포(布)로 환산하면 몇 자나 되는지 묻고 그만큼 포를 잘라서 쪽지와 함께 곡식 가운데에 두었다. 종자가 "어차피 다른 사람이 반드시 가져가 버릴 것인데 무슨 소용이 있겠습니까?"라고 묻자 "나도 알고 있다. 하지만 이렇게 해야 내가 편하겠다."라고 대답하였다.[1]

## 가족
목은 이색이 작성한 이공수의 묘지명에는 상서좌복야(尙書左僕射) 주연(周衍) - 참군(參軍) 렬(洌) - 직사관(直史官) 영재(英梓) - 추증 상서좌복야(尙書左僕射) 양진(陽眞) - 은청광록대부 상서좌복야(銀靑光祿大夫 尙書左僕射)인 한림학사승지(翰林學士承旨) 주(湊) - 조봉대부 국자전주 보문각직학사 지제고(朝奉大夫 國子典酒 寶文閣直學士 知制誥) 행검(行儉) - 승봉랑 감찰규정(承奉郞 監察糾正) 애(崖)로 이어지는 이공수의 계보를 소개하고 있으며, 이공수의 아버지 이애는 통직랑중(通直郞中)인 송탐(宋耽)의 딸과 혼인하여 이름이 알려지지 않은 딸 한 명과 이공수를 낳았으며, 딸(이공수의 누나)은 전사의(全思義, 《고려사》 이공수열전에는 전공의(全公義)라고 표기되어 있다)에게 시집갔는데 이공수의 어머니 송씨가 일찍 세상을 떠났기 때문에 전사의 부부가 이공수를 길렀다고 한다.
원 순제의 황후였던 기황후와는 외가 인척으로, 기황후의 어머니는 이행검의 딸인 영안왕부인(榮安王夫人) 이씨로 이공수에게는 고모이다. 때문에 이공수가 원에 도착했을 때 기황후는 "당신이 우리 어머니를 아들처럼 모셨으니 당신은 나에게 있어서 내 친오빠와 같다"며 환대하였다고 한다.
이공수의 부인 김씨는 삼중대광 의흥부원군(三重大匡 義興府院君) 김상기(金上琦)의 딸로 이공수가 병이 들자 친척들이 부인 김씨에게 부처에게 쾌유를 빌 것을 권하였으나 김씨는 남편은 평생 한 번도 부처에게 무언가를 기도한 적이 없는데 이제 와서 그의 도를 어길 수는 없다며 듣지 않았다고 한다.
아들은 없었으며, 족인의 딸을 길렀는데 성균생원 안속(安束)에게 시집갔다.

## 같이 보기
- 염제신
- 이연종
- 인승단
- 토크토아부카